# Епархия Думки
Епархия Думки (лат. Dioecesis Dumkaënsis) — епархия Римско-Католической церкви c центром в городе Думка, Индия. Епархия Думки входит в митрополию Ранчи. Кафедральным собором епархии Думки является церковь святого Павла.

## История
7 января 1952 года Римский папа Пий XII выпустил буллу Tam opportunum, которой учредил Апостольская префектураапостольскую префектуру Малды, выделив её из архиепархии Калькутты.
8 августа 1962 года Римский папа Иоанн XXIII издал буллу Exsultat sancta Mater Ecclesia, которой преобразовал апостольскую префектуру Малды в епархию Думки.
8 июня 1978 года и 28 июня 1998 года епархия Думки передала часть своей территории для возведения новых епархий Райганджа и Пурнии.

## Ординарии епархии
- епископ Адам Гросси (28.03.1952 — 1962);
- епископ Лео Тигга (8.08.1962 — 8.06.1978);
- епископ Телесфор Пласидус Топпо (8.06.1978 — 8.11.1984);
- епископ Стефен Тиру (18.04.1986 — 1.04.1995) — назначен епископом Кхунти;
- епископ Юлиус Маранди (14.06.1997 — по настоящее время).

## Источник
- Annuario Pontificio, Ватикан, 2007
- Булла Tam opportunum, AAS 44 (1952), стр. 450  (лат.)
- Булла Exsultat sancta Mater Ecclesia, AAS 55 (1963), стр. 828  (лат.)